# لیگ برتر والیبال مردان ایران ۱۳۹۴
لیگ برتر والیبال ایران ۱۳۹۴ نوزدهمین دوره لیگ برتر والیبال ایران می‌باشد. این فصل از رقابت‌ها با عنوان جام ۲۰۰ شهید والیبالیست برگزار شد. دور مقدماتی با شرکت ۱۲ تیم از ۲۹ مهر آغاز شد. در پایان دور رفت، تیم گوهر کویر انصراف داد و مسابقات دور برگشت با حضور ۱۱ تیم انجام شد و در پایان بهمن به پایان رسید.
مرحلهٔ حذفی از ۲ اسفند با حضور ۸ تیم برتر فصل عادی آغاز شد و بازی پایانی باید در ۲۴ اسفند میان دو تیم بانک سرمایه و پیکان برگزار می‌شد که با انصراف تیم پیکان، بانک سرمایه به مقام قهرمانی رسید.

## تیم‌ها
در این دوره از رقابت‌ها ۱۲ تیم شرکت کردند.
- آرمان اردکان
- آلومینیوم المهدی هرمزگان
- بانک سرمایه تهران
- پیکان تهران
- ثامن‌الحجج خراسان
- جواهری گنبد
- سایپا تهران
- شهرداری ارومیه
- شهرداری تبریز
- کاله مازندران
- گوهر کویر زاهدان
- متین ورامین

## فصل عادی
در فصل عادی این دوره از مسابقات، تیم‌ها در قالب یک گروه به صورت رفت و برگشت با هم مسابقه دادند و سپس هشت تیم برتر راهی مرحله حذفی شدند.

### جدول رده‌بندی
|  | راه‌یافته به مرحله حذفی |

| رتبه | تیم                      | امتیاز | مسابقات | مسابقات | مسابقات | ست‌ها | ست‌ها | ست‌ها    | امتیازات | امتیازات | امتیازات |
| رتبه | تیم                      | امتیاز | بازی    | برد     | باخت    | برد  | باخت | میانگین | مثبت     | منفی     | میانگین  |
| ---- | ------------------------ | ------ | ------- | ------- | ------- | ---- | ---- | ------- | -------- | -------- | -------- |
| ۱    | بانک سرمایه              | ۵۰     | ۲۰      | ۱۷      | ۳       | ۵۳   | ۱۸   | ۲٫۹۴۴   | ۱۷۱۲     | ۱۵۰۳     | ۱٫۱۳     |
| ۲    | پیکان                    | ۴۵     | ۲۰      | ۱۶      | ۴       | ۵۲   | ۲۴   | ۲/۱۶۷   | ۱۷۵۲     | ۱۵۹۰     | ۱٫۱۰۰    |
| ۳    | شهرداری ارومیه           | ۴۶     | ۲۰      | ۱۵      | ۵       | ۵۰   | ۲۶   | ۱٫۹۲۳   | ۱۷۸۴     | ۱۶۱۱     | ۱٫۱۰     |
| ۴    | ثامن‌الحجج خراسان         | ۳۴     | ۲۰      | ۱۱      | ۹       | ۴۱   | ۳۶   | ۱٫۱۳۹   | ۱۷۳۷     | ۱۶۸۶     | ۱٫۰۳     |
| ۵    | شهرداری تبریز            | ۳۲     | ۲۰      | ‍‍۱۱      | ۹       | ۴۴   | ۳۸   | ۱٫۱۵۸   | ۱۸۴۱     | ۱۷۸۶     | ۱٫۰۳     |
| ۶    | سایپا تهران              | ۲۹     | ۲۰      | ۱۰      | ۱۰      | ۴۳   | ۴۲   | ۱٫۰۲۴   | ۱۸۶۶     | ۱۷۸۷     | ۱٫۰۴     |
| ۷    | متین ورامین              | ۳۰     | ۲۰      | ۹       | ۱۱      | ۴۲   | ۴۲   | ۱٫۰۰۰   | ۱۸۷۰     | ۱۸۲۶     | ۱٫۰۲     |
| ۸    | آرمان اردکان             | ۲۳     | ۲۰      | ۹       | ۱۱      | ۳۶   | ۴۶   | ۰٫۷۸۳   | ۱۷۳۹     | ۱۸۶۷     | ۰٫۹۳     |
| ۹    | کاله مازندران            | ۲۲     | ۲۰      | ۷       | ۱۳      | ۳۰   | ۴۳   | ۰٫۶۹۸   | ۱۵۴۰     | ۱۶۷۷     | ۰٫۹۱     |
| ۱۰   | جواهری گنبد              | ۱۱     | ۲۰      | ۴       | ۱۶      | ۲۱   | ۵۵   | ۰٫۳۸۲   | ۱۵۵۳     | ۱۸۱۰     | ۰٫۸۵     |
| ۱۱   | آلومینیوم المهدی هرمزگان | ۸      | ۲۰      | ۱       | ۱۹      | ۱۶   | ۵۸   | ۰٫۲۷۶   | ۱۵۳۹     | ۱۷۹۰     | ۰٫۸۵     |
| —    | گوهر کویر زاهدان         | –      | –       | –       | –       | –    | –    | –       | –        | –        | –        |

- تیم گوهر کویر زاهدان در میانه فصل به دلیل مشکلات مالی از لیگ برتر کناره‌گیری کرد و تمام نتایج این تیم از جدول مسابقات پاک شد.

### نتایج
|                | آلومینیوم | آرمان | جواهری | کاله | متین | پیکان | سایپا | ثامن | سرمایه | ش. تبریز | ش. ارومیه |
| -------------- | --------- | ----- | ------ | ---- | ---- | ----- | ----- | ---- | ------ | -------- | --------- |
| آلومینیوم      |           | ۳–۱   | ۲–۳    | ۱–۳  | ۲–۳  | ۰–۳   | ۲–۳   | ۰–۳  | ۰–۳    | ۲–۳      | ۱–۳       |
| آرمان          | ۳_۰       |       | ۳–۱    | ۳–۲  | ۳–۲  | ۱–۳   | ۳–۲   | ۱–۳  | ۰–۳    | ۳–۲      | ۳–۲       |
| جواهری گنبد    | ۳_۲       | ۰_۳   |        | ۰–۳  | ۰–۳  | ۰–۳   | ۳–۲   | ۳–۱  | ۱–۳    | ۰–۳      | ۰–۳       |
| کاله           | ۳_۰       | ۳_۰   | ۳_۰    |      | ۱–۳  | ۰–۳   | ۰–۳   | ۱–۳  | ۱–۳    | ۳–۱      | ۱–۳       |
| متین           | ۳_۰       | ۳_۱   | ۳_۱    | ۳_۲  |      | ۲–۳   | ۲–۳   | ۱–۳  | ۳–۰    | ۲–۳      | ۲–۳       |
| پیکان          | ۳_۰       | ۳_۰   | ۳_۰    | ۳_۰  | ۳_۱  |       | ۳–۲   | ۲–۳  | ۱–۳    | ۳–۱      | ۳–۰       |
| سایپا          | ۳_۰       | ۲_۳   | ۳_۲    | ۳_۰  | ۳_۲  | ۲_۳   |       | ۰–۳  | ۱–۳    | ۳–۰      | ۱–۳       |
| ثامن‌الحجج      | ۳_۰       | ۳_۲   | ۳_۱    | ۳_۰  | ۳_۱  | ۱_۳   | ۲_۳   |      | ۲–۳    | ۰–۳      | ۰–۳       |
| بانک سرمایه    | ۳_۰       | ۳_۰   | ۳_۱    | ۳_۱  | ۳_۰  | ۳_۰   | ۳_۰   | ۳_۰  |        | ۱–۳      | ۳–۱       |
| شهرداری تبریز  | ۳_۰       | ۳_۲   | ۳_۲    | ۲_۳  | ۳_۰  | ۲_۳   | ۲_۳   | ۳_۲  | ۰_۳    |          | ۳–۰       |
| شهرداری ارومیه | ۳_۱       | ۳_۱   | ۳_۰    | ۳_۰  | ۲_۳  | ۳_۱   | ۳_۱   | ۳_۰  | ۳_۱    | ۳_۱      |           |

## مرحله حذفی
چهار تیم برتر به نیمه‌نهایی صعود کردند. تیم‌های اول تا چهارم میزبان مسابقات اول (و در صورت نیاز سوم) بودند.
|  | یک‌چهارم نهایی | یک‌چهارم نهایی  | یک‌چهارم نهایی    | یک‌چهارم نهایی | یک‌چهارم نهایی |   |                  | نیمه‌نهایی      | نیمه‌نهایی | نیمه‌نهایی | نیمه‌نهایی | نیمه‌نهایی |          |          | نهایی       | نهایی            | نهایی | نهایی | نهایی |
|  |               |                |                  |               |               |   |                  |                |           |           |           |           |          |          |             |                  |       |       |       |
|  | ۱             | بانک سرمایه    | ۳                | ۳             | —             |   |                  |                |           |           |           |           |          |          |             |                  |       |       |       |
|  | ۸             | آرمان اردکان   | ۰                | ۰             | —             |   |                  |                |           |           |           |           |          |          |             |                  |       |       |       |
|  | ۸             | آرمان اردکان   | ۰                | ۰             | —             |   | ۱                | بانک سرمایه    | ۳         | ۳         | —         |           |          |          |             |                  |       |       |       |
|  |               |                |                  |               |               |   | ۱                | بانک سرمایه    | ۳         | ۳         | —         |           |          |          |             |                  |       |       |       |
|  |               | ۴              | ثامن‌الحجج خراسان | ۱             | ۱             | — |                  |                |           |           |           |           |          |          |             |                  |       |       |       |
|  | ۴             | ۴              | ثامن‌الحجج خراسان | ۱             | ۱             | — | ثامن‌الحجج خراسان | ۳              | ۰         | ۳         |           |           |          |          |             |                  |       |       |       |
|  | ۴             |                |                  |               |               |   | ثامن‌الحجج خراسان | ۳              | ۰         | ۳         |           |           |          |          |             |                  |       |       |       |
|  | ۵             | شهرداری تبریز  | ۱                | ۳             | ۱             |   |                  |                |           |           |           |           |          |          |             |                  |       |       |       |
|  |               |                |                  |               |               |   |                  |                |           |           |           |           |          | ۱        | بانک سرمایه | ۲                | ۳     | ۳     |       |
|  |               | ۲              | پیکان            | ۳             | ۰             | ۰ |                  |                |           |           |           |           |          |          |             |                  |       |       |       |
|  | ۳             | شهرداری ارومیه | ۳                | ۳             | —             |   |                  |                |           |           |           |           |          |          |             |                  |       |       |       |
|  | ۶             | سایپا          | ۱                | ۰             | —             |   |                  |                |           |           |           |           |          |          |             |                  |       |       |       |
|  | ۶             | سایپا          | ۱                | ۰             | —             |   | ۳                | شهرداری ارومیه | ۱         | ۳         | ۲         |           |          |          |             |                  |       |       |       |
|  |               |                |                  |               |               |   | ۳                | شهرداری ارومیه | ۱         | ۳         | ۲         |           |          |          |             |                  |       |       |       |
|  |               | ۲              | پیکان            | ۳             | ۱             | ۳ |                  |                | مکان سوم  | مکان سوم  | مکان سوم  | مکان سوم  | مکان سوم | مکان سوم | مکان سوم    |                  |       |       |       |
|  | ۲             | ۲              | پیکان            | ۳             | ۱             | ۳ | پیکان            | ۳              | مکان سوم  | مکان سوم  | مکان سوم  | مکان سوم  | مکان سوم | مکان سوم | مکان سوم    | ۰                | ۳     |       |       |
|  | ۲             |                |                  |               |               |   | پیکان            | ۳              |           |           |           |           |          |          |             | ۰                | ۳     |       |       |
|  | ۷             | متین ورامین    | ۲                | ۳             | ۲             |   |                  |                |           |           |           |           |          |          | ۳           | شهرداری ارومیه   |       |       |       |
|  |               |                |                  |               |               |   |                  |                |           |           |           |           |          |          | ۴           | ثامن‌الحجج خراسان |       |       |       |

### یک‌چهارم نهایی
بانک سرمایه – آرمان اردکان؛
| تاریخ   | زمان  |              | امتیاز |              | ست ۱  | ست ۲  | ست ۳  | ست ۴ | ست ۵ | مجموع |
| ------- | ----- | ------------ | ------ | ------------ | ----- | ----- | ----- | ---- | ---- | ----- |
| ۲۵ بهمن | ۱۶:۰۰ | بانک سرمایه  | ۳–۰    | آرمان اردکان | ۲۵–۲۲ | ۲۵–۱۲ | ۲۵–۱۹ |      |      | ۷۵–۵۳ |
| ۲۸ بهمن | ۱۷:۰۰ | آرمان اردکان | ۰–۳    | بانک سرمایه  | ۲۲–۲۵ | ۲۱–۲۵ | ۲۳–۲۵ |      |      | ۶۶–۷۵ |

ثامن‌الحجج خراسان – شهرداری تبریز؛
| تاریخ   | زمان  |                  | امتیاز |                  | ست ۱  | ست ۲  | ست ۳  | ست ۴  | ست ۵ | مجموع  |
| ------- | ----- | ---------------- | ------ | ---------------- | ----- | ----- | ----- | ----- | ---- | ------ |
| ۲۵ بهمن | ۱۷:۰۰ | ثامن‌الحجج خراسان | ۳–۱    | شهرداری تبریز    | ۲۶–۲۴ | ۲۶–۲۴ | ۲۲–۲۵ | ۲۵–۲۳ |      | ۹۹–۹۶  |
| ۲۸ بهمن | ۱۷:۰۰ | شهرداری تبریز    | ۳–۰    | ثامن‌الحجج خراسان | ۲۵–۱۶ | ۲۵–۲۲ | ۲۵–۲۳ |       |      | ۷۵–۶۱  |
| ۲ اسفند | ۱۷:۰۰ | ثامن‌الحجج خراسان | ۳–۱    | شهرداری تبریز    | ۲۷–۲۹ | ۲۵–۲۳ | ۲۵–۱۸ | ۲۵–۲۱ |      | ۱۰۲–۹۱ |

شهرداری ارومیه – سایپا؛
| تاریخ   | زمان  |                | امتیاز |                | ست ۱  | ست ۲  | ست ۳  | ست ۴  | ست ۵ | مجموع  |
| ------- | ----- | -------------- | ------ | -------------- | ----- | ----- | ----- | ----- | ---- | ------ |
| ۲۵ بهمن | ۱۷:۰۰ | شهرداری ارومیه | ۳–۱    | سایپا          | ۲۸–۲۶ | ۲۵–۱۵ | ۲۵–۲۷ | ۲۵–۱۶ |      | ۱۰۳–۸۴ |
| ۲۸ بهمن | ۱۷:۰۰ | سایپا          | ۰–۳    | شهرداری ارومیه | ۲۲–۲۵ | ۲۱–۲۵ | ۲۳–۲۵ |       |      | ۶۶–۷۵  |

پیکان – متین ورامین؛
| تاریخ   | زمان  |             | امتیاز |             | ست ۱  | ست ۲  | ست ۳  | ست ۴  | ست ۵  | مجموع   |
| ------- | ----- | ----------- | ------ | ----------- | ----- | ----- | ----- | ----- | ----- | ------- |
| ۲۵ بهمن | ۱۸:۰۰ | پیکان       | ۳–۲    | متین ورامین | ۲۷–۲۹ | ۲۵–۱۵ | ۲۵–۲۱ | ۲۱–۲۵ | ۱۸–۱۶ | ۱۱۶–۱۰۶ |
| ۲۸ بهمن | ۱۷:۳۰ | متین ورامین | ۳–۰    | پیکان       | ۲۵–۲۳ | ۲۶–۲۴ | ۲۵–۱۹ |       |       | ۷۶–۶۶   |
| ۲ اسفند | ۱۷:۰۰ | پیکان       | ۳–۱    | متین ورامین | ۲۵–۲۱ | ۲۵–۲۱ | ۱۷–۲۵ | ۲۵–۲۲ |       | ۹۲–۸۹   |

### نیمه‌نهایی
پیکان – شهرداری ارومیه؛
| تاریخ    | زمان  |                | امتیاز |                | ست ۱  | ست ۲  | ست ۳  | ست ۴  | ست ۵ | مجموع  |
| -------- | ----- | -------------- | ------ | -------------- | ----- | ----- | ----- | ----- | ---- | ------ |
| ۵ اسفند  | ۱۵:۳۰ | پیکان          | ۳–۱    | شهرداری ارومیه | ۱۷–۲۵ | ۲۵–۲۳ | ۲۵–۲۳ | ۲۵–۲۲ |      | ۹۲–۹۳  |
| ۹ اسفند  | ۱۷:۰۰ | شهرداری ارومیه | ۳–۱    | پیکان          | ۲۵–۲۲ | ۲۶–۲۸ | ۲۵–۲۰ | ۲۵–۱۴ |      | ۱۰۱–۸۴ |
| ۱۲ اسفند | ۱۵:۳۰ | پیکان          | ۳–۲    | شهرداری ارومیه | ۲۳–۲۵ | ۲۲–۲۵ | ۲۵–۱۹ | ۲۵–۱۸ | ۱۵–۹ | ۱۱۰–۹۶ |

بانک سرمایه – ثامن‌الحجج خراسان؛
| تاریخ   | زمان  |                  | امتیاز |                  | ست ۱  | ست ۲  | ست ۳  | ست ۴  | ست ۵ | مجموع  |
| ------- | ----- | ---------------- | ------ | ---------------- | ----- | ----- | ----- | ----- | ---- | ------ |
| ۵ اسفند | ۱۷:۳۰ | بانک سرمایه      | ۳–۱    | ثامن‌الحجج خراسان | ۲۵–۲۱ | ۲۸–۳۰ | ۲۵–۲۳ | ۲۷–۲۵ |      | ۱۰۵–۹۹ |
| ۹ اسفند | ۱۷:۰۰ | ثامن‌الحجج خراسان | ۱–۳    | بانک سرمایه      | ۲۶–۲۴ | ۲۴–۲۶ | ۲۲–۲۵ | ۲۰–۲۵ |      | ۹۲–۱۰۰ |

### مکان سوم
شهرداری ارومیه – ثامن‌الحجج خراسان؛
| تاریخ    | زمان  |                  | امتیاز |                  | ست ۱ | ست ۲ | ست ۳ | ست ۴ | ست ۵ | مجموع  |
| -------- | ----- | ---------------- | ------ | ---------------- | ---- | ---- | ---- | ---- | ---- | ------ |
| ۱۶ اسفند | ۱۷:۰۰ | شهرداری ارومیه   | ۳–۰    | ثامن‌الحجج خراسان | ۲۵–۰ | ۲۵–۰ | ۲۵–۰ |      |      | ۷۵–۰   |
| ۱۷ اسفند | ۱۷:۰۰ | ثامن‌الحجج خراسان | ۳–۰    | شهرداری ارومیه   | ۲۵–۰ | ۲۵–۰ | ۲۵–۰ |      |      | ۷۵–۰   |
| ۲۴ اسفند | ۱۷:۰۰ | شهرداری ارومیه   | –      | ثامن‌الحجج خراسان |      |      |      |      |      | لغو شد |

- تیم‌های شهرداری ارومیه و ثامن‌الحجج خراسان با هم دیداری را برگزار نکردند و با توافق دو تیم، به طور مشترک در مکان سوم قرار گرفتند.[۳][۴][۵]

### نهایی
- ورزشگاه میزبان: خانه والیبال، تهران

بانک سرمایه – پیکان؛
| تاریخ    | زمان  |             | امتیاز |             | ست ۱  | ست ۲  | ست ۳  | ست ۴  | ست ۵  | مجموع  |
| -------- | ----- | ----------- | ------ | ----------- | ----- | ----- | ----- | ----- | ----- | ------ |
| ۱۶ اسفند | ۱۵:۰۰ | بانک سرمایه | ۳–۲    | پیکان       | ۲۱–۲۵ | ۲۳–۲۵ | ۲۵–۱۶ | ۲۵–۲۰ | ۱۵–۱۱ | ۱۰۹–۹۷ |
| ۱۷ اسفند | ۱۵:۳۰ | پیکان       | ۳–۰    | بانک سرمایه | ۲۸–۲۶ | ۲۵–۲۱ | ۲۵–۲۰ | –     | –     | ۷۸–۶۷  |
| ۲۴ اسفند | ۱۶:۰۰ | بانک سرمایه | ۳–۰    | پیکان       | ۲۵–۰  | ۲۵–۰  | ۲۵–۰  | –     | –     | ۷۵–۰   |

- تیم پیکان در دیدار سوم حاضر نشد و تیم بانک سرمایه برنده اعلام شد.

## جدول رده‌بندی
| رتبه | تیم                      | صعود یا سقوط                        |
| ---- | ------------------------ | ----------------------------------- |
| ۱    | بانک سرمایه تهران        | صعود به قهرمانی باشگاه‌های آسیا ۲۰۱۶ |
| ۲    | پیکان تهران              |                                     |
| ۳    | ثامن‌الحجج خراسان         |                                     |
| ۳    | شهرداری ارومیه           |                                     |
| ۵    | شهرداری تبریز            |                                     |
| ۶    | سایپا تهران              |                                     |
| ۷    | متین ورامین              |                                     |
| ۸    | آرمان اردکان             |                                     |
| ۹    | کاله مازندران            |                                     |
| ۱۰   | جواهری گنبد              |                                     |
| ۱۱   | آلومینیوم المهدی هرمزگان | سقوط به دسته اول                    |
| —    | گوهر کویر زاهدان         | سقوط به دسته اول                    |

## رده‌بندی نهایی
| رتبه | تیم                      |
| ---- | ------------------------ |
| 1    | بانک سرمایه تهران        |
| 2    | پیکان تهران              |
| 3    | شهرداری ارومیه           |
| 3    | ثامن‌الحجج خراسان         |
| ۵    | شهرداری تبریز            |
| ۶    | سایپا تهران              |
| ۷    | متین ورامین              |
| ۸    | آرمان اردکان             |
| ۹    | کاله مازندران            |
| ۱۰   | جواهری گنبد              |
| ۱۱   | آلومینیوم المهدی هرمزگان |
| –    | گوهر کویر زاهدان         |

|  | راه‌یافته به قهرمانی باشگاه‌های آسیا ۲۰۱۶ |

|  | راه‌یافته به دسته اول |

| قهرمان فصل ۱۳۹۴ لیگ برتر ایران   |
| -------------------------------- |
| بانک سرمایه تهران نخستین قهرمانی |

|  |  |

### ترکیب تیم قهرمان
|  | محمودی، حسن‌پور، کالا، سلیمانی، فلاح، موسوی، کارخانه، ظریف، غلامی، مباشری، نظری‌افشار، مهدوی، ژیگادلو، ظریف سرمربی: کارخانه |

## بازیکنان خارجی
| - لوکاش ژیگادلو بانک سرمایه - والریو ورمیلیو پیکان - نیکولای نیکولوف پیکان - وویین چاچیچ ثامن‌الحجج - والنتین براتوئف شهرداری تبریز - نیکو فرریکس کاله - میکو اویوانن ثامن‌الحجج - یوسلیدر کالا جراردو بانک سرمایه - میلان راشیچ ثامن‌الحجج - تودور والچف آرمان اردکان - اسوتوسلاو گوتسف شهرداری تبریز |